# أحمد الدرجيني
أبُو العبَّاس أحمد بن سعيد بن سليمان بن علي بن يخلف التمجاري الدرجيني الإباضي (توفي 626هـ / 1229م) المعرُوف اختصارًا بأحمد الدرجيني أو أبو العباس الدرجيني. هو عالم مسلم إباضي ومؤرخ وشاعر ومتكلم في قضايا العقيدة والإيمان وفق المذهب الإباضي من بلاد الجريد بين مصر وإفريقية. ألف كتاب طبقات المشائخ بالمغرب، والذي يعد من أهم كتب التعريف برجال الإباضية في الشمال الإفريقي، وكتاب الجواهر المنتقاة.